# جبنة رومانو
جبنة رومانو هي نوع من أنواع الجبنة الإنجليزية الأمريكية والكندية هذه الجبنة صلبة ومالحة ومناسبة في المقام الأول للبَشْر، وهي شبيهة بجبنة بيكورينو رومانو ومنها اشتق الاسم. على الرغم من اسمها، فهي ليست منتج إيطالي، ويجب عدم الخلط بينها وبين بيكورينو رومانو وهو محمي كمنتج إيطالي بموجب قوانين الاتحاد الأوروبي.
وفقاً لتشريعات إدارة الغذاء والدواء (الولايات المتحدة)، فإن جبنة رومانو يمكن أن تُصنع من حليب الماعز و\أو البقر و\أو الغنم. بحيث يكون محتوى الحليب أقل من 34% وماء و38% على الأقل دسم. يمكن إضافة أو إزالة قشدة أو حليب منزوع الدسم و\أو حليب مجفف وماء للحصول على نسب دسم الحليب المنصوص عليها. يمكن تبييض الحليب بواسطة بيروكسيد البنزويل أو خليط من بيروكسيد البنزويل مع شب البوتاسيوم وكربونات المغنسيوم، لكن في هذه الحالة يجب إضافة فيتامين ألف بعد المعالجة. يمكن إضافة تلوين اصطناعي أزرق أو أخضر آمن لمعادلة لون الحليب الأصفر. لا يحتاج الأمر لاستخدام منفحة لكن يمكن استخدام «خثارة إنزيم الحليب» لإنتاج معجون معادل. يجب أن لا يزيد حجم حبيبات الخثارة عن حجم حبات الذُرَة، تسخّن على درجة حرارة 120 °F (49 °C). تصفّى الخثارة وتُضغَط في قوالب التشكيل. ثم ينقع الجبن في محلول ملحي لمدة 24 ساعة. بعد ذلك يفرك الجبن بالملح ويغسل عدة مرات ويُجفف. أحياناً يدهن الجبن بالزيت النباتي أو يُغلّف. يجب أن يكون عمر الرومانو خمسة أشهر على الأقل.
غالباً ما تبرش جبنة رومانو فوق الباستا، كبديل لـ أو مع بارميجيانو ريجيانو.